# Il sangue e la rosa (miniserie televisiva)
Il sangue e la rosa è una miniserie televisiva, prodotta da Janus International per Mediaset. La regia è di Salvatore Samperi, Luigi Parisi, Luciano Odorisio. La sceneggiatura è di Teodosio Losito, Valentina Capecchi e Luigi Montefiori. Il protagonista è Gabriel Garko con la partecipazione straordinaria di Alessandra Martines, Ornella Muti, Virna Lisi e Giancarlo Giannini.
La fiction è ispirata in parte al libro I misteri di Parigi, in parte alla saga cinematografica di Angelica marchesa degli Angeli. Isabella Orsini per la sua Isabella si è ispirata anche al personaggio di Rossella O'Hara di Via col vento.
La prima puntata è andata in onda il 2 settembre 2008 su Canale 5 in prima serata ed è ambientata nella Roma ottocentesca.

## Personaggi
- Rocco Riboni, interpretato da Gabriel Garko, è il protagonista della serie. Ragazzo affascinante e di umili origini, è innamorato della bella figlia del locandiere Isabella Malvolti. Dopo l'omicidio del padre lo vendica e, per sfuggire all'arresto, è costretto a lasciare Cave e raggiungere Roma.
- Contessa Isabella Damiani, interpretata da Isabella Orsini e doppiata da Maura Cenciarelli. Nata povera e figlia del locandiere di Cave Giovanni Malvolti, è in realtà la figlia del Conte Francesco Damiani. Innamorata sin da giovane del Conte Giulio Mancini, scopre di essere amata a sua volta dall'amico di sempre Rocco.
- Conte Giulio Mancini, interpretato da Mirko Petrini. Figlio del Conte Uberto, dopo la morte del padre raggiunge l'abitazione dei baroni Forleis insieme alla madre Camilla. S'innamora di Isabella, a cui deve però rinunciare quando la madre gli annuncia l'imminente ritorno a Roma.
- Cardinale Eugenio Rospigliosi, interpretato da Giancarlo Giannini. Potente e irremovibile uomo di Chiesa, acerrimo nemico dei rivoluzionari carbonari. Il Cardinale distrugge ogni cosa e ogni persona che lo allontana dai suoi obiettivi.
- Marchesa Lucrezia Sciarra, interpretata da Virna Lisi. Signora elegante e raffinata, ha perso la figlia Ines molto giovane. Quando scopre di avere una nipote dispersa dalla sua nascita, decide di ritrovarla a ogni costo.
- Contessa Ortensia Damiani, interpretata da Alessandra Martines. Avida e intrigante, ha sposato il Conte Damiani per ottenerne il patrimonio. Quando scopre che il marito ha avuto una figlia, fa di tutto per trovarla prima della Marchesa Sciarra, per ucciderla.
- Baronessa Barbara Forleis, interpretata da Ornella Muti. Madrina di Giulio e amica fedele della Contessa Camilla Mancini, vive a Cave ed è sposata con il Barone Andrea. Donna religiosa e mite, è molto vicina al mondo ecclesiastico.
- Rudolf Kruger, interpretato da Franco Castellano, è un colonnello della guardia papalina. Uomo perverso e ossessivo verso Isabella, è amante di Ortensia e suo spietato complice.
- Giovanni Malvolti, interpretato da Maurizio Mattioli, è un locandiere di Cave. Padre adottivo di Isabella, da vent'anni nasconde un segreto che riguarda i Conti Damiani.
- Conte Francesco Damiani, interpretato da Brando Giorgi, è il vero padre di Isabella. Sul punto di morire, Francesco scrive alla Marchesa Lucrezia per rivelarle l'esistenza della figlia. Viene ucciso dalla moglie Ortensia, desiderosa di ottenere tutto il suo patrimonio.
- Conte Uberto Mancini, interpretato da Franco Nero, è un uomo idealista e sponda dei rivoluzionari; viene assassinato da un'oscura figura con un mantello rosso.

## Sinossi breve
Il giovane Giulio Mancini (Mirko Petrini), dopo la morte del padre Uberto (Franco Nero), giunge a Cave con la madre Camille (Martine Brochard) ospite del suo padrino Andrea Forleis (Gerardo Amato) e della moglie Barbara (Ornella Muti). Qui conosce l'operaio Rocco Riboni (Gabriel Garko) e la bella locandiera Isabella Malvolti (Isabella Orsini) con cui intraprende una bella amicizia. Passano gli anni e i tre si ritrovano immersi nella Roma ottocentesca nella quale potenti uomini di Chiesa come il Cardinale Eugenio Rospigliosi (Giancarlo Giannini) combattono i rivoluzionari carbonari e giacoboni e nella quale dame come l'ambiziosa Ortensia Damiani (Alessandra Martines) tessono le fila di incredibili intrighi, mentre un morente conte Francesco Damiani (Brando Giorgi) rivela un incredibile segreto alla marchesa Lucrezia Sciarra (Virna Lisi) che riguarda uno dei tre protagonisti...

## Puntate
| nº              | Prima TV          |
| --------------- | ----------------- |
| Prima puntata   | 2 settembre 2008  |
| Seconda puntata | 9 settembre 2008  |
| Terza puntata   | 16 settembre 2008 |
| Quarta puntata  | 23 settembre 2008 |

### Prima puntata
Il conte Uberto Mancini, rivoluzionario antipapalino, precipita da un campanile mentre getta volantini contro il papa. A spingerlo è una misteriosa persona coperta da un mantello rosso, di cui il nobile idealista si fidava ciecamente. La moglie Camilla e il figlio Giulio, non sospettano che Uberto sia stato ucciso ma credono che quella morte sia stata causata dall'ultima fatale imprudenza del nobile rivoluzionario. I debiti che sommergono la famiglia Mancini costringono Giulio e la madre a trovare asilo a Cave, nella dimora del barone Andrea Forleis, che è segretamente deciso a prendersi le intere ricchezze dei Mancini. Qui Giulio conosce Barbara, la moglie di Forleis, Isabella, la bella figlia del locandiere Giovanni Malvolti, una giovane intraprendente e anticonvenzionale che il padre ha voluto far studiare, di cui si innamora e Rocco Riboni, il primogenito di una famiglia povera di cui diventa grande amico.
Isabella, Giulio e Rocco crescono insieme ma l'amore sembra dividerli: la bella locandiera ha occhi solo per il giovane Mancini. Intanto Rocco si mette nei guai, tenta di scuotere la coscienza degli operai con cui lavora, organizza una rapina alle cave e viene licenziato. I gendarmi lo portano in prigione ma, sorprendentemente, Giulio testimonia in favore dell'amico restituendogli la libertà. Intanto Ulisse, padre di Rocco, muore ucciso dal duro lavoro nelle cave reso insostenibile dal vendicativo capomastro. Subito dopo, il giovane conte Mancini è costretto dal barone Forleis a recarsi a Roma presso il potente cardinale Rospigliosi. Giulio promette ad Isabella di scriverle ogni giorno ma la corrispondenza fra i due innamorati viene intercettata dalla madre che trova la loro unione molto sconveniente.
Nel frattempo, il focoso Rocco uccide il capomastro e, ferito, si rifugia dall'amica Isabella che lo cura e lo costringe ad imbarcarsi sul Tevere per scappare a Roma ed evitare una sicura condanna a morte. Rocco cerca Giulio per chiedergli aiuto ma viene cacciato dalla cameriera e, per sopravvivere, entra a far parte della malavita romana gestita dal crudele Cesarone. Arrivato al quartier generale dei mafiosi chiede di unirsi a loro, ma, Cesarone gli ride alle spalle, lo umilia e lo fa picchiare a sangue. Insinua poi che questa era solo una prova di resistenza.
Intanto, a palazzo Damiani, vediamo un morente conte Francesco che scrive una lettera alla marchesa Lucrezia Sciarra. Le confessa che dalla relazione con sua figlia è nata una bambina ormai grande cui vuole lasciare tutti i suoi beni.
La Marchesa, dunque, dovrà rintracciare la nipote sconosciuta. Ortensia, la giovane moglie, che odia profondamente il conte Damiani per averla sempre sminuita, scopre la volontà del marito di cambiare il testamento e con il perfido amante Ludovico, segretario del conte, lo uccide. Mentre Giulio scopre che è stato Rospigliosi ad ordinare alla sua spia dal mantello rosso la morte del padre, Isabella, preoccupata del silenzio dell'amato, arriva a Roma. Dopo essere stata cacciata a sua volta da palazzo Mancini viene rapita da Kruger, il perverso colonnello della guardia papalina, che tenterà di coinvolgerla in un'orgia.

### Seconda puntata
Scoperta l'esistenza di una nipote, la marchesa Lucrezia Sciarra si reca subito a Cave, alla locanda delle tre lune, in cerca di Isabella. Non sa che la ragazza è in quel momento prigioniera a palazzo Kruger e che sta per diventare l'oggetto del desiderio di un torbido festino dal quale viene salvata in extremis da Rocco, che irrompe nella villa insieme a due ladri, inviati da Cesarone per una rapina. Mentre Rocco è in attesa che un falsario gli prepari i documenti per lasciare l'Europa e arrivare in Giamaica, nel frattempo stringe una amicizia con romoletto un orfanello .  Adelasia la moglie di Cesarone, follemente innamorata di Rocco vede un lui l'unica speranza di fuggire dalle grinfie di Cesarone ,  e della sorella altrettanto meschina Faustina.insieme alle sue sorelle . Si viene a sapere che Cesarone viene pagato da Kruger per avere informazioni sulla mafia, il mafioso vuole però più soldi e tradisce due ladri che vengono uccisi: uno tentando di scappare, viene ucciso da uno degli uomini di Kruger, mentre l'altro viene catturato da Cesarone e dato al Colonnello, che lo ghigliottina. In seguito Kruger organizza insieme a Cesarone l'omicidio di Rocco. Sarà Adelasia, ad avvertire Rocco del pericolo.
Intanto Isabella si presenta a Camilla come la nuova cameriera inviatale da Forleis: grazie a questa menzogna i due innamorati si trovano finalmente a vivere sotto lo stesso tetto. Quando Giulio le confessa che suo padre è stato ucciso per ordine del cardinale Rospigliosi e che lui ha preso contatti con Achille Gandolfini, capo della carboneria romana . il dottore a anche una relazione segreta con tavarelli , la voce bianca che e anche una spia di Rospigliosi. , Isabella pretende di partecipare alle riunioni segrete. Mentre Giovanni Malvolti scopre che la “figlia” non è mai arrivata al collegio, Ortensia e Ludovico fanno visita a Lucrezia per avere notizie dell'erede.  Quando vengono a sapere della scomparsa ortensia e Ludovico si recano al cimitero, sulla tomba del conte Damiani . Per prendere la fotografia di Ines la madre di Isabella molto simile nel aspetto. Intanto i carbonari decidono di pubblicare la verità sulla statua di Pasquino e Giulio e Isabella si offrono volontari per affiggere il volantino.
Fortunatamente Rocco, sulle tracce dell'amica di cui è sempre innamorato, li segue e li salva dalla guardie papaline in agguato vicino alla celebre statua. Durante la colluttazione, parte uno sparo e Kruger accorre, felice di aver acciuffato in una volta sola sia Isabella che Rocco.

### Terza puntata
Durante l'azione carbonara, Giulio, Isabella e Rocco vengono salvati dalle grinfie di Kruger e dei suoi scagnozzi da Gandolfini e dal carbonaro ebreo Pennarella. Subito dopo, Rocco chiede a Cesarone di dargli un "lavoro" affinché possa mettersi da parte il denaro per fuggire in America. Cesarone gli chiede di derubare Tavarelli, la voce bianca più famosa di Roma, protetto del cardinale Rospigliosi e amante segreto di Gandolfini. Attuato il colpo, il cantante reagisce malissimo alla perdita del suo gioiello ma soprattutto reagisce male al furto della missiva che avrebbe dovuto consegnare alla Sfinge Rossa. La lettera, scritta da Rospigliosi, finisce nelle mani di Rocco che, però, non riesce a leggerla perché analfabeta: sarà Adelasia a farlo prima di sedurlo.
Intanto i carbonari hanno deciso: sarà Giulio ad uccidere Rospigliosi durante un ricevimento in cui si esibirà Tavarelli. Rocco riesce a fermare l'amico, dopo aver saputo che la lettera conteneva l'ordine di eliminare il giovane Mancini. In assenza di Giulio, Gandolfini uccide un cameriere e ne prende i vestiti tentando di assassinare Rospigliosi ma viene tradito proprio dal suo amante: Gandolfini riesce ad uccidere solo un altro cameriere per essere poi ucciso. Pennarella viene catturato e torturato a morte da Rospigliosi, mentre Giulio mostra a Forleis la lettera che Rocco gli ha consegnato e chiede di poter parlare con Tavarelli che, nel frattempo, sta ricattando il cardinale. Barbara regala a Giulio due biglietti per l'imminente concerto della famosa voce bianca Tavarelli; all'opera lo accompagna Isabella che viene riconosciuta dalla nonna, Lucrezia Sciarra, seduta dall'altra parte del teatro.
Quando i due ragazzi vanno nel camerino di Tavarelli per scoprire il mandante della missiva, lo trovano agonizzante, avvelenato dalla Sfinge Rossa. Giulio cade nella trappola, viene arrestato ma poi rilasciato a patto che lasci Roma la notte stessa. Isabella lo trova in un'abbazia fuori città, pronto a farsi prete per potersi avvicinare meglio a Rospigliosi e vendicare suo padre. Intanto Camilla ne approfitta per cacciare la falsa cameriera. Adelasia seguendo Cesarone scopre che e la spia di Kruger , ma viene scoperta dal marito . Romoletto dopo un tentativo di scippo alla marchesa sciarra , viene portato a palazzo per farlo mangiare e qui trova il ritratto di Ines . Isabella Tornata a Roma tenta di uccidersi davanti a Rocco che la ferma baciandola appassionatamente. In quel momento Ludovico bussa alla porta , incaricato da ortensia ad uccidere Isabella, e riuscito ad intercettare la lettera che Giovanni scrisse ad Lucrezia per informarle che la nipote si trova a villa Mancini . Isabella aveva scritto al padre per informarlo della sua nuova dimora e, certo, non sa che Ludovico vuole ucciderla per mettere le mani sull'intero patrimonio Damiani.

### Quarta puntata
Ancora una volta Rocco salva la vita ad Isabella e la convince a tornare a Cave dal padre, ma Ludovico, travestito da viaggiatore, si presenta alla locanda di Malvolti intenzionato ad uccidere Isabella. Giovanni, nel tentativo di difendere la figlia, viene ucciso. Isabella, disperata, reagisce e uccide Ludovico scappando poi verso Roma. Cesarone, che ha scoperto la relazione tra Rocco e sua moglie, vuole giustiziare Adelasia pubblicamente, ma i suoi uomini lo tradiscono e si uniscono al suo rivale. Ciò porta ad un duello tra Rocco e Cesarone, che rimane ucciso nello scontro. Ora Rocco, ucciso il suo acerrimo nemico, è deciso a partire, non prima però di aver mandato Romoletto, e le sorelle di Adelasia a lavorare con sua madre e i fratelli in Toscana.
Grazie a Romoletto, Isabella rintraccia Rocco. Credendola sua sorella, Adelasia la accoglie con affetto, mentre Giulio è ancora in clausura e si confessa a Rospigliosi fingendosi pentito. Isabella intanto incontra Kruger a palazzo Damiani, dove il colonnello ha appena raggiunto un accordo con Ortensia per la divisione della capiente eredità. Kruger spara a Isabella in fuga ferendola ma Rocco la nasconde e la cura con amore.
Tra i due scappa un bacio e altro... ma quando meno se lo aspettano Adelasia li sorprende e capisce, finalmente, che Isabella è la donna da sempre amata da Rocco, Incrocia Faustina che la accoltella a morte per vendicare Cesarone, ma Adelasia riesce a strapparle un orecchino che sarà la condanna a morte della megera, che viene accoltellata più volte. Romoletto a sua volta conduce Isabella a palazzo Sciarra: ne ha riconosciuto la somiglianza con il ritratto di Ines.
La felicità dell'incontro fra nonna e nipote è interrotta dall'arresto di Rocco, messo sotto tortura da Kruger. Isabella corrompe il carceriere e poi corre dal notaio: è l'ultimo giorno per ottenere l'eredità di suo padre.
Giulio intanto fugge dal convento dove qualcuno ha tentato di avvelenarlo e si rifugia da Forleis dove vede il mantello rosso dell'assassino di suo padre. Accusa il suo tutore che inaspettatamente si spara davanti a lui: ma in realtà la spia di Rospigliosi è sua moglie Barbara! La donna insieme al cardinale Rospigliosi il quale non è  pentita dei suoi crimini sono pronti alla loro prossima missione. 
Lucrezia prepara il debutto in società di sua nipote Isabella: Giulio si presenta deciso a sposarla mentre Rocco sta per partire. Ma Isabella lascia Giulio e la festa confidando alla nonna il suo grande amore per Rocco. Lucrezia le dice che vuole soltanto la sua felicità così Isabella corre verso l'amico di sempre Rocco che sta partendo per l'America e ora i due sono liberi di amarsi e stare insieme per sempre.

## Musiche
I titoli dei brani di Stefano Caprioli presenti nelle puntate della fiction:
- Il Sangue e La Rosa
- Gli Addii
- Ortensia
- Giulio E Rocco
- Due Amori
- Il Quadro
- Carbonari
- Adelasia
- Rospigliosi
- La Sfinge Rossa